# 능안로 (안산시)
능안로(Neungan-ro)는 경기도 안산시 단원구 목내동에서 신길동까지 이르는 안산시도로, 총 연장은 1.254 km이다.

## 유래
조선 왕조인 문종의 비(姐)이자 단종의 생모(生母)인 안동 권씨(현덕왕후)의 묘가 인접하여 예부터 마을 일대를 능안이라 불러왔던 지명 유래를 반영한 것에서 유래되었다.

## 역사
- 2009년 1월 12일 : 도로명으로 능안로를 고시

## 주요 경유지
- 안산시 (단원구)
  - 목내동 - 신길동

## 접촉하는 도로
- 해봉로
- 강촌로

## 주요 건물 및 시설
- 오무전기 (능안로 13/목내동 472-3)
- 일진 반월공장 (능안로 21/목내동 472-1)
- 송원써키트 (능안로 34/목내동 476)
- 부광약품 (능안로 47/목내동 470)
- 유진타워테크노밸리-2 (능안로 58/목내동 471)
- 동아일보사 (능안로 70/신길동 1125-3)
- 풍산전기 (능안로 71/신길동 1123-1)
- 태원식품산업 (능안로 78/신길동 1125-2)
- 안산디지털파크 (능안로 81/신길동 1123)
- 에이앤비 주식회사 (능안로 88/신길동 1125-5)
- 하나스틸 (능안로 96/신길동 1125-6)
- 대명정밀 (능안로 98/신길동 1124-1)
- 보령제약 (능안로 107/신길동 1122-3)
- 잉크테크 (능안로 108/신길동 1124)
- 보령제약 (능안로 109/신길동 1122-2)